# ハノイ工科大学
ハノイ工科大学（ハノイこうかだいがく、英語名：Hanoi University of Science and Technology、ベトナム語：Đại học Bách khoa Hà Nội / 大學百科河內）は、ベトナムのハノイにある国立大学。
ベトナムの最初の技術系総合大学であり、理科系で国内1位である。Top University League on Engineering）の一員。[http://www.eng3.e.titech.ac.jp/~inter/inter-e-aotule.html

## 沿革
- 1956年 設立

## 概要

### 学部
- 応用数学・情報学部（Faculty of Applied Mathematics and Informatics）
- 化学工学部（Faculty of Chemical Technology）
- 経済・管理学部（Faculty of Economics and Management）
- 電気工学部（Faculty of Electrical Engineering）
- 電子・通信学部（Faculty of Electronics and Telecommunications）
- 工業教育学部（Faculty of Engineering Education）
- 外国語学部（Faculty of Foreign Languages）
- 情報通信学部（Faculty of Information and Communication Technology）
- 機械工学部（Faculty of Mechanical Engineering）
- 材料科学・技術学部（Faculty of Material Science and Technology）
- 社会人訓練学部（Faculty of Part-time Training）
- 社会科学部（Faculty of Social Science）
- 繊維・服飾学部（Faculty of Text, Garment Technology and Fashion Design）
- 体育教育学科（Department of Physical Education）

### リサーチセンター
- 生物・食品技術大学院（Institute of Biological and Food Technology）
- 工業物理大学院（Institutes of Engineering Physics）
- 環境科学技術大学院（Institutes of Environmental Science and Technology）
- 熱・冷凍大学院（Institute of Heat Engineering and Refrigeration）
- 材料科学国際大学院（International Training Institute For Materials Science）
- 自動化技術研究センター（Automation Research Centre）
- インターネットセキュリティーセンター Bach Khoa Internetwork Security Centre
- 生体工学センター（Biomedical Electronics Centre）
- 産業ソフトウエアー開発センター（Centre for Development and Application of Software for Industry）
- 開発・分析教育センター（Centre for Education and Development of Chromatography）
- 高度コンピューティングセンター（Centre for High Performance Computing）
- 高度技術研究開発センター（Centre for Research and Development of High Technology）
- 管理研究・コンサルティングセンター（Centre for Research and Consulting on Management）
- 能力トレーニングセンター（Centre for Talents Training）
- 防食研究センター（Corrosion and Protection Research Centre）
- 無機材料研究センター（Inorganic Materials Research Centre）
- マルチメディア・コミュニケーション・アプリケーションセンター（International Research Centre Multimedia Information, Communication and Applications）
- 国際教育プログラムセンター（International Training Programmes and Centres）
- KITECH-HUTセンター（KITECH-HUT Centre）
- 図書・情報センター（Library and Information Network Centre）
- 材料科学センター（Materials Science Centre）
- 高分子センター（Polymer Centre）
- 政策工学集団（Polytechnology Company）
- 精密機械研究センター（Precise Machinery Research Centre）
- 再生エネルギー研究センター（Renewable Energy Research centre）

### 研究所
- 自動化技術研究所（Laboratory of Automation）
- 燃焼機関研究所（Laboratory of Combustion Engine）
- 環境工学開発研究所（Laboratory of Environment Technology Research and Development）
- 石油生成・触媒材料研究所（Laboratory of the Petrochemical Refinering and Catalytic Materials）
- 高分子・複合材料国家研究所（National Laboratory for Polymer and Composite Materials）

## 姉妹校
- アメリカ合衆国
  - トロイ大学
  - イリノイ大学アーバナ・シャンペーン校
  - フロリダ大学
  - カリフォルニア州立大学
- オーストラリア
  - シドニー工科大学
  - モナシュ大学
  - ラ・トローブ大学
  - RMIT大学
- カナダ
  - モントリオール理工科大学
- シンガポール
  - シンガポール国立大学
  - 南洋理工大学
- スウェーデン
  - チャルマース工科大学
- ドイツ
  - ドレスデン工科大学
  - ダルムシュタット工科大学
  - ハノーファー大学
- フランス
  - パリ第6大学
  - エコール・ポリテクニーク
  - 国立応用科学院
- 日本
  - 東京工業大学
  - 岐阜大学
  - 慶應義塾大学
  - 立命館大学
  - 芝浦工業大学
- 中国
  - 清華大学
  - ハルビン工業大学
  - 北京科技大学
- 台湾
  - 国立清華大学
  - 国立台湾科技大学
  - 国立虎尾科技大学
  - 清雲科技大学
- 韓国
  - 建国大学校
  - 高麗大学校
  - ソウル大学校
  - KAIST

## 著名な卒業生
- Phạm Gia Khiêm (英語版) (ファム・ジャ・ヒエム)、政治家、科学・技術省の大臣（1996年11月ー1997年9月）、ベトナム副首相（1997年10月ー2011年8月）
- Hoang Trung Hai (英語版) (ホアン・チュン・ハイ)、政治家、ベトナム副首相（2007年8月ー2016年8月）
- Nguyen Tu Quang (グエン・トゥ・クアン)、BKISのCEO
- Nguyen Ha Dong (グエン・ハ・ドン)、「フラッピーバード」の作者